# ВейБОП Юнайтед
ВейБОП Юнайтед (раніше відомий як ФК «Ваїкато») (англ. WaiBOP United) — колишній напівпрофесійний новозеландський футбольний клуб з міста Гамільтон, який виступав у прем'єр-лізі АСБ.

## Історія
Футбольний клуб Ваїкато було засновано в 2004 році в місті Гамільтон. Уже перший сезон для нового клубу можна вважати доволі успішним. В цьому сезоні після невпевненого старту команді вдалося посісти третє місце за підсумками регулярного чемпіонату та пробитися до плей-оф.
Перший матч клубу в рамках національних матчів був виїзним проти Янг Харт Манавату, в якому Ваїкато переконливо переміг з рахунком 4:0, що дало змогу клубу посісти місце у верхній частині турнірної таблиці. Та ця перемога стала єдиною з дев'яти поєдинків, які провела команда, внаслідок чого Ваїкато опустився на сьоме місце серед 8 команд-учасниць чемпіонату. Проте в наступних п'яти поспіль матчах Ваїкато здобув перемоги, в тому числі і у виїзному поєдинку над майбутнім чемпіоном Окленд Сіті. Надалі команда зазнала лише двох поразок і посіла третє місце за підсумками регулярного чемпіонату, цей результат надав клубу можливість зіграти у плей-оф національного чемпіонату та зустрітися з Уайтакере Юнайтед. Ваїкато був розгромлений Уайтакере Юнайтед з рахунком 1:4 на стадіоні «Трастс Стедіум» в Окленді, і, таким чином, припинив свої виступи в плей-оф. Проте усі вболівальники та експерти визнали, що підсумкове третє місце є непоганим результатом, з огляду на те, що багато хто очікував, що клуб посяде останнє місце за підсумками національного чемпіонату.
Футболіст ФК «Ваїкато» Крейг Флавердей переміг в номінації Гравець Року, а воротар Марк Фулчер переміг у номінації Гравець Року за версією футбольних уболівальників. Девід Самсон переміг в номінації найкращий молодий гравець року. Нападник Колін Гардін виграв переміг в номінації Гол сезону за версією Sky Sports, а також разом з футболістом Ваїкато Бреттом Деррі став найкращим бомбардиром ліги.
Незважаючи на завершення чемпіонату в другій половині турнірної таблиці, продемонструвала непогану гру, програла кілька матчів з мінімальним рахунком. До того ж на результат клубу вплинули і травми ключових футболістів. Переїзд за межі Гамільтон, можливо, не був успішним з фінансової точки зору, до того ж результативність команди не виправдала очікування, але Роторуа став фортецею, в якій були здобуті перемоги над обома принциповими суперниками, Хоукіс Бей Юнайтед та майбутніми переможцями національного чемпіонату Окленд Сіті.
На початку свого п'ятого сезону Ваїкато здійснив деякі сміливі кроки, підписавши Кевін Феллона, щоб підсилити клуб. З боку все в клубі, здавалося добре, але в клубу почали з'являтися фінансові проблеми. Напередодні початку сезону клуб під час прес-конференції було оголошено, що Ваїкато більше не може дозволити собі виступати в НЗФК. Ця заява спричинила величезний резонанс серед футбольної спільноти країни.  А незабаром і Тім Веллінгтон також публічно оголосив, що він теж більше не може дозволити собі виступати у чемпіонаті, ця заява ще погіршила ситуацію в НЗФК.
З перспективою втрати команди від регіону Ваїкато/Бей оф Пленті в національному чемпіонаті, а також через стурбованість чрез можливий занепад НЗЛС, різні люди з футбольному співтовариства втрутилося, щоб допомогти, а деякі з них зробили найвагоміший вклад, наприклад, як Гордон Глен-Уотсон , який виступав у виому дивізіоні футбольного чемпіонату Нової Зеландії, та Уейн Бейтс, випускник Нгаруавахія Юнайтед. Оскільки тренувальна база та стадіон клубу обходився у дуже велику суму, то команда вирішила їх покинути, і, таким чином, залишилася без стадіону та тренувальної бази. Щоб зберегти клуб Нгаруавахія Юнайтед запропонував Ваїкато свій стадіон «Сентрал Парк» для тренування та проведення матчів.
Дейв Едмондсон, головний тренер Нгарувахія Юнайтед, задля порятунку клубу першим на безоплатній основі надав нападника своєї команди Грехема Пірса, який формально на той час належав Уайтакере Юнайтед, гравець дуже швидко приєднався до клубу та влився до колективу, і, таким чином, Ваїкато вдалося доволі швидко напередодні старту нового сезону в НЗФК зібрати команду з розрізнених футболістів, які не особливо були потрібні на той час своїм клубам.
У самій НЗФК відбулися значні зміни задля того, щоб зберегти Ваїкато та Тім Веллінгтон у чемпіонаті. Для того, щоб знизити витрати команд-учасниць чемпіонату, було скасовано третій раунд національного чемпіонату. Це була гарна новина для деяких клубів, але не для інших, традиційно більш заможних команд, особливо з району Окленда. Як компенсацію за ці зміни, у фінальній частині плей-оф було введено двоматчеву систему, кожна команда по одному разу грала зі своїм суперником вдома та на виїзді.
У той же час Ваїкато не зміг потрапити до першої четвірки команд, які отримували право продовжувати участь в національному чемпіонаті в рамках плей-оф, Ваїкато переслідував четвірку лідерів національного чемпіонату протягом регулярної частини сезону, команді не вистачило лише 4 очки, щоб зачепитися в турнірній таблиці за 4-те місце, яке надавало право виступати у фінальній частині національного чемпіонату.
У грудні 2015 року було оголошено, що клуб поступиться своїм місцем у АСБ Прем'єршипі Гамільтон Вондерерс, який розпочне свої виступи у національному чемпіонаті починаючи з сезону 2016-17 років, а ВейБОП Юнайтед припиняє свої виступи у АСБ Прем'єршипі.
Вони зіграли свій останній в історії матч проти Окленд Сіті 28 лютого 2016 року, в якому поступилися з рахунком 1:4, після цього матчу команда припинила своє існування.

## Деякі статистичні дані
- Загальна кількість зіграних сезонів у АСБ Прем'єршипі: 12
- Найкраще місце за підсумками регулярної частини сезону: 3-тє (2004-05)
- Найгірше місце за підсумками регулярної частини сезону: 8-ме (2009-10)
- Найкращий результат у плей-оф чемпіонату: Попередній фінал (2004-05)
- Найбільша перемога у національному чемпіонаті:
  - 6-0 над Тім Веллінгтон (2005-06)
- Найбільша поразка в національному чемпіонаті:
  - 1-9 від Уайтакере Юнайтед (2012-13)

## Статистика виступів у національних чемпіонатах
| Рік     | Ігри | Перемоги | Нічиї | Поразки | ЗМ | ПМ | Очки | Ігри | Чемпіон           |
| 2004–05 | 21   | 9        | 4     | 8       | 27 | 25 | 31   | 3rd  | Окленд Сіті       |
| 2005–06 | 21   | 6        | 4     | 11      | 31 | 44 | 22   | 7th  | Окленд Сіті       |
| 2006–07 | 21   | 3        | 5     | 13      | 19 | 45 | 14   | 7th  | Окленд Сіті       |
| 2007–08 | 21   | 5        | 5     | 11      | 24 | 34 | 20   | 5th  | Уайтакере Юнайтед |
| 2008–09 | 14   | 6        | 1     | 7       | 19 | 22 | 19   | 6th  | Окленд Сіті       |
| 2009–10 | 14   | 3        | 1     | 10      | 19 | 33 | 10   | 8th  | Уайтакере Юнайтед |
| 2010–11 | 14   | 4        | 3     | 7       | 21 | 33 | 15   | 6th  | Уайтакере Юнайтед |

## Відомі гравці
- Годвін Беубеу (2006—2007)
- Чі Бансі (2004—2006, 2007—2008)
- Дем'єн Фоноті (2006)
- Тім Шейфферс (2006—2007)
- Аарон Скотт (2006—2008)
- Майкл Уттінг (2004—2005)
- Шон Ван Руєн (2007—2009)
- Стенлі Ваїта (2006—2009)

## Відомі тренери
- Діклен Едж (1 липня 2004 – 30 червня 2006)
- Роджер Вілкінсон (1 липня 2006 – 30 червня 2008)
- Дейв Едмондсон (1 липня 2008 – 30 червня 2009)
- Чі Бансі (1 липня 2009 – 30 червня 2010)
- Віллі Гердсен (10 серпня 2010 – 30 червня 2011)
- Дейв Едмондсон (1 липня 2011 – 22 серпня 2011)
- Діклен Едж (23 серпня 2011 – 27 листопада 2012)
- Марк Коссі (27 листопада 2012 – 30 червня 2013)
- Пітер Сміт (1 липня 2013–2016)